# Mike Birch
Pour les articles homonymes, voir Birch.
Mike Birch, né le 1er novembre 1931 à Vancouver au Canada et mort le 26 octobre 2022 à Brech en France, est un navigateur canadien, vainqueur de la Route du Rhum 1978.

## Biographie
Mike Birch nait à Vancouver le 1er novembre 1931.
Il exerce d'abord les professions d'orpailleur, de mécanicien automobile, de chauffeur routier, de bûcheron, de cow-boy, d'ouvrier dans une compagnie de forage pétrolier. Il découvre la voile lorsqu'il devient convoyeur de bateau,. « Je suis allé de métier en métier car je ne voulais pas faire la même chose tous les jours, je voulais être libre », explique-t-il.
Il commence tard la course à la voile, en 1976 à l'âge de 44 ans, en participant à la Transat anglaise à bord d'un petit trimaran de moins de 10 mètres, le Third-Turtle : il termine deuxième derrière Éric Tabarly.
C'est deux ans plus tard qu'il devient célèbre en remportant la  première la Route du Rhum : avec son voilier, Olympus Photo, un petit trimaran de 12 m, il rattrape en fin de parcours le grand monocoque Kriter V long de 21 mètres de Michel Malinovsky, le dépasse et gagne la course avec 98 secondes d'avance,. Cette victoire spectaculaire marque la fin des victoires en monocoque et le début de la suprématie des multicoques, bateaux plus rapides mais aussi souvent moins fiables, notamment à cette époque (un autre fameux trimaran prit le départ de cette même course et n'arriva jamais : Manureva, l'ex-Pen Duick IV d'Éric Tabarly, avec Alain Colas à la barre).
Mike Birch continue une longue carrière de course au large, notamment dans les courses françaises, et navigue en course jusqu'à un âge avancé, 76 ans, lors de la Transat Jacques-Vabre 2007 qu'il termine à la 16e place.
Mike Birch aura traversé l'Atlantique en bateau soixante à quatre-vingt fois (il ne comptait pas dit-il),. Selon Loïc Peyron, la façon de courir de Mike Birch était à l'opposé de celle de Tabarly : si pour Tabarly « si ça ne tenait pas, c'est que les calculs étaient mal faits », Birch « était l'école de la souplesse absolue […] : aller vite sans casser ».
Marié depuis le début des années 1980 à une Française, Mike Birch vit de longues années entre la Bretagne et le Québec,.
Mike Birch meurt le 26 octobre 2022 à son domicile français, à Brec'h, dans le Morbihan,,.

## Palmarès
- Sur la transat anglaise en solitaire (Ostar)[6] :
  - 1976 : second sur Third Turtle, un trimaran de 31 pieds
  - 1980 : 4e
  - 1996 : 3e sur Biscuits La Trinitaine
- Sur la Route du Rhum[6] :
  - 1978 : vainqueur sur Olympus Photo en 23 jours, 06 heures, 59 minutes et 35 secondes
  - 1982 : 3e sur Vital en 18 jours, 13 heures, 44 minutes et 06 secondes
  - 1986 : 4e sur TAG-Heuer en 17 jours, 09 heures, 28 minutes et 40 secondes
  - 1990 : 4e sur Fujichrome en 14 jours, 21 heures et 47 minutes
  - 1994 : Abandon sur La Trinitaine
  - 1998 : 11e sur Éléphant Bleu en 19 jours, 02 heures, 14 minutes et 50 secondes
  - 2002 : 9e sur l'IMOCA Tir Groupé - Montres Yema en 21 jours, 11 heures, 31 minutes et 8 secondes
- Sur la Transat en double Lorient-Les Bermudes-Lorient 1979 : 3e, avec Jean-Marie Vidal, à bord du trimaran de 16,15 m Télé 7 Jours[7]
- Sur la Monaco-New-York 1985 : victoire sur Formule Tag
- Champion du Monde Fico : 1991 et 1992